# Anton Höfle
Anton Höfle est un homme politique allemand, né le 19 octobre 1882 à Otterbach (Royaume de Bavière) et mort le 20 avril 1925 à Berlin (Allemagne).
Membre du Zentrum, il est ministre des Postes de 1923 à 1924.